# Résultats détaillés des championnats d'Europe d'athlétisme 1982
Résultats détaillés des Championnats d'Europe d'athlétisme 1982 d'Athènes. 
| Courses: 100 m - 200 m - 400 m - 800 m - 1 500 m - 5 000 m - 3 000 m - 10 000 m - Marathon Obstacles: 100 m haies - 110 m haies - 400 m haies - 3 000 m steeple Marche: 20 km - 50 km Sauts: Hauteur - Longueur - Triple saut - Perche Lancers: Javelot - Disque - Poids - Marteau Relais: 4 × 100 m - 4 × 400 m Epreuves combinées: Décathlon - Heptathlon |

## Résultats

### 100 m
| Rang | Pays               | Athlète              | Temps   |
| ---- | ------------------ | -------------------- | ------- |
| 1    | Allemagne de l'Est | Frank Emmelmann      | 10 s 21 |
| 2    | Italie             | Pierfrancesco Pavoni | 10 s 25 |
| 3    | Pologne            | Marian Woronin       | 10 s 28 |
| 4    | Royaume-Uni        | Cameron Sharp        | 10 s 28 |
| 5    | Union soviétique   | Nikolay Sidorov      | 10 s 32 |
| 6    | Allemagne de l'Est | Olaf Prenzler        | 10 s 35 |
| 7    | France             | Bernard Petitbois    | 10 s 50 |
| 8    | Grèce              | Kosmas Stratos       | 12 s 56 |

| Rang | Pays               | Athlète            | Temps   |
| ---- | ------------------ | ------------------ | ------- |
| 1    | Allemagne de l'Est | Marlies Göhr       | 11 s 01 |
| 2    | Allemagne de l'Est | Bärbel Wöckel      | 11 s 20 |
| 3    | France             | Rose-Aimée Bacoul  | 11 s 29 |
| 4    | Bulgarie           | Anelia Nuneva      | 11 s 30 |
| 5    | Allemagne de l'Est | Gesine Walther     | 11 s 38 |
| 6    | France             | Laurence Bily      | 11 s 45 |
| 7    | Bulgarie           | Nadezhda Georgieva | 11 s 68 |
| 8    | Royaume-Uni        | Wendy Hoyte        | 12 s 35 |

### 200 m
| Rang | Pays                 | Athlète           | Temps   |
| ---- | -------------------- | ----------------- | ------- |
| 1    | Allemagne de l'Est   | Olaf Prenzler     | 20 s 46 |
| 2    | Royaume-Uni          | Cameron Sharp     | 20 s 47 |
| 3    | Allemagne de l'Est   | Frank Emmelmann   | 20 s 60 |
| 4    | Allemagne de l'Ouest | Erwin Skamrahl    | 20 s 61 |
| 5    | Hongrie              | Istvan Nagy       | 20 s 62 |
| 6    | France               | Patrick Barré     | 20 s 75 |
| 7    | Union soviétique     | Vladimir Muravyov | 20 s 76 |
| 8    | Union soviétique     | Sergey Sokolov    | 20 s 81 |

| Rang | Pays               | Athlète                | Temps   |
| ---- | ------------------ | ---------------------- | ------- |
| 1    | Allemagne de l'Est | Bärbel Wöckel          | 22 s 04 |
| 2    | Royaume-Uni        | Kathy Smallwood        | 22 s 13 |
| 3    | Allemagne de l'Est | Sabine Rieger          | 22 s 51 |
| 4    | Allemagne de l'Est | Gesine Walther         | 22 s 60 |
| 5    | Royaume-Uni        | Beverley Callender     | 22 s 91 |
| 6    | Bulgarie           | Anelia Nuneva          | 22 s 93 |
| 7    | France             | Liliane Gaschet        | 22 s 97 |
| 8    | France             | Marie-Christine Cazier | 23 s 08 |

### 400 m
| Rang | Pays                 | Athlète              | Temps   |
| ---- | -------------------- | -------------------- | ------- |
| 1    | Allemagne de l'Ouest | Hartmut Weber        | 44 s 72 |
| 2    | Allemagne de l'Est   | Andreas Knebel       | 45 s 29 |
| 3    | Union soviétique     | Viktor Markin        | 45 s 30 |
| 4    | Royaume-Uni          | Philip Brown         | 45 s 45 |
| 5    | Union soviétique     | Aleksandr Troshchilo | 45 s 67 |
| 6    | Union soviétique     | Pavel Konovalov      | 45 s 84 |
| 7    | Yougoslavie          | Zeljko Knapic        | 46 s 20 |
| 8    | Allemagne de l'Ouest | Thomas Giessing      | 48 s 70 |

| Rang | Pays                 | Athlète               | Temps   |
| ---- | -------------------- | --------------------- | ------- |
| 1    | Allemagne de l'Est   | Marita Koch           | 48 s 16 |
| 2    | Tchécoslovaquie      | Jarmila Kratochvilova | 48 s 85 |
| 3    | Tchécoslovaquie      | Tatana Kocembova      | 50 s 55 |
| 4    | Allemagne de l'Est   | Sabine Busch          | 50 s 57 |
| 5    | Union soviétique     | Irina Baskakova       | 50 s 58 |
| 6    | Allemagne de l'Est   | Dagmar Rübsam         | 50 s 76 |
| 7    | Allemagne de l'Ouest | Gaby Bussmann         | 50 s 93 |
| 8    | Hongrie              | Judit Forgács         | 52 s 49 |

### 800 m
| Rang | Pays                 | Athlète            | Temps         |
| ---- | -------------------- | ------------------ | ------------- |
| 1    | Allemagne de l'Ouest | Hans-Peter Ferner  | 1 min 46 s 33 |
| 2    | Royaume-Uni          | Sebastian Coe      | 1 min 46 s 68 |
| 3    | Finlande             | Jorma Härkönen     | 1 min 46 s 90 |
| 4    | Royaume-Uni          | Garry Cook         | 1 min 46 s 94 |
| 5    | Pays-Bas             | Rob Druppers       | 1 min 47 s 06 |
| 6    | Allemagne de l'Est   | Detlef Wagenknecht | 1 min 47 s 06 |
| 7    | Allemagne de l'Est   | Olaf Beyer         | 1 min 47 s 36 |
| 8    | Allemagne de l'Ouest | Willi Wülbeck      | 1 min 49 s 80 |

| Rang | Pays                 | Athlète            | Temps         |
| ---- | -------------------- | ------------------ | ------------- |
| 1    | Union soviétique     | Olga Mineyeva      | 1 min 55 s 41 |
| 2    | Union soviétique     | Lyudmila Veselkova | 1 min 55 s 96 |
| 3    | Allemagne de l'Ouest | Margrit Klinger    | 1 min 57 s 22 |
| 4    | Pologne              | Jolanta Januchta   | 1 min 57 s 92 |
| 5    | Allemagne de l'Est   | Hildegard Ullrich  | 1 min 58 s 19 |
| 6    | Roumanie             | Doina Melinte      | 1 min 59 s 65 |
| 7    | Bulgarie             | Nikolina Shtereva  | 2 min 01 s 77 |
| 8    | Pologne              | Wanda Stefanska    | 2 min 03 s 05 |

### 1 500 m
| Rang | Pays                 | Athlète             | Temps         |
| ---- | -------------------- | ------------------- | ------------- |
| 1    | Royaume-Uni          | Steve Cram          | 3 min 36 s 49 |
| 2    | Union soviétique     | Nikolay Kirov       | 3 min 36 s 99 |
| 3    | Espagne              | José Manuel Abascal | 3 min 37 s 04 |
| 4    | Autriche             | Robert Nemeth       | 3 min 37 s 81 |
| 5    | Union soviétique     | Vitaliy Tishchenko  | 3 min 38 s 15 |
| 6    | Allemagne de l'Ouest | Uwe Becker          | 3 min 38 s 17 |
| 7    | Suisse               | Pierre Délèze       | 3 min 39 s 64 |
| 8    | Irlande              | Raymond Flynn       | 3 min 40 s 44 |

| Rang | Pays               | Athlète          | Temps         |
| ---- | ------------------ | ---------------- | ------------- |
| 1    | Union soviétique   | Olga Dvirna      | 3 min 57 s 80 |
| 2    | Union soviétique   | Zamira Zaitseva  | 3 min 58 s 82 |
| 3    | Italie             | Gabriella Dorio  | 3 min 59 s 02 |
| 4    | Roumanie           | Maricica Puica   | 3 min 59 s 31 |
| 5    | Allemagne de l'Est | Ulrike Bruns     | 4 min 00 s 78 |
| 6    | Union soviétique   | Tamara Sorokina  | 4 min 01 s 22 |
| 7    | Bulgarie           | Vesela Jatsinska | 4 min 06 s 98 |
| 8    | Pays-Bas           | Elly van Hulst   | 4 min 07 s 76 |

### 5 000 m/3 000 m
| Rang | Pays                 | Athlète            | Temps          |
| ---- | -------------------- | ------------------ | -------------- |
| 1    | Allemagne de l'Ouest | Thomas Wessinghage | 13 min 28 s 90 |
| 2    | Allemagne de l'Est   | Werner Schildhauer | 13 min 30 s 03 |
| 3    | Royaume-Uni          | David Moorcroft    | 13 min 30 s 42 |
| 4    | Bulgarie             | Yevgeni Ignatov    | 13 min 30 s 95 |
| 5    | Autriche             | Dietmar Millonig   | 13 min 31 s 03 |
| 6    | Union soviétique     | Valeriy Abramov    | 13 min 31 s 26 |
| 7    | Royaume-Uni          | Tim Hutchings      | 13 min 31 s 83 |
| 8    | Finlande             | Martti Vainio      | 13 min 33 s 69 |

| Rang | Pays                 | Athlète             | Temps         |
| ---- | -------------------- | ------------------- | ------------- |
| 1    | Union soviétique     | Svetlana Ulmasova   | 8 min 30 s 28 |
| 2    | Roumanie             | Maricica Puica      | 8 min 33 s 33 |
| 3    | Union soviétique     | Yelena Sipatova     | 8 min 34 s 06 |
| 4    | Union soviétique     | Tatyana Pozdnyakova | 8 min 38 s 98 |
| 5    | Allemagne de l'Ouest | Birgit Friedmann    | 8 min 43 s 65 |
| 6    | Italie               | Margherita Gargano  | 8 min 48 s 73 |
| 7    | Allemagne de l'Ouest | Brigitte Kraus      | 8 min 51 s 60 |
| 8    | Norvège              | Ingrid Kristiansen  | 8 min 51 s 79 |

### 10 000 m
| Rang | Pays               | Athlète            | Temps          |
| ---- | ------------------ | ------------------ | -------------- |
| 1    | Italie             | Alberto Cova       | 27 min 41 s 03 |
| 2    | Allemagne de l'Est | Werner Schildhauer | 27 min 41 s 21 |
| 3    | Finlande           | Martti Vainio      | 27 min 42 s 51 |
| 4    | Portugal           | Carlos Lopes       | 27 min 47 s 95 |
| 5    | Royaume-Uni        | Julian Goater      | 28 min 10 s 98 |
| 6    | Italie             | Salvatore Antibo   | 28 min 21 s 07 |
| 7    | Royaume-Uni        | Steve Jones        | 28 min 22 s 94 |
| 8    | Royaume-Uni        | Charles Spedding   | 28 min 25 s 91 |

### Marathon
| Rang | Pays               | Athlète             | Temps           |
| ---- | ------------------ | ------------------- | --------------- |
| 1    | Pays-Bas           | Gerard Nijboer      | 2 h 15 min 16 s |
| 2    | Belgique           | Armand Parmentier   | 2 h 15 min 51 s |
| 3    | Belgique           | Karel Lismont       | 2 h 16 min 04 s |
| 4    | Finlande           | Pertti Tiainen      | 2 h 16 min 27 s |
| 5    | Finlande           | Jukka Toivola       | 2 h 17 min 31 s |
| 6    | Allemagne de l'Est | Waldemar Cierpinski | 2 h 17 min 50 s |
| 7    | Pologne            | Ryszard Marczak     | 2 h 17 min 53 s |
| 8    | Italie             | Ciampaolo Messina   | 2 h 18 min 20 s |

| Rang | Pays             | Athlète             | Temps           |
| ---- | ---------------- | ------------------- | --------------- |
| 1    | Portugal         | Rosa Mota           | 2 h 36 min 03 s |
| 2    | Italie           | Laura Fogli         | 2 h 36 min 28 s |
| 3    | Norvège          | Ingrid Kristiansen  | 2 h 36 min 38 s |
| 4    | Italie           | Alba Milana         | 2 h 38 min 54 s |
| 5    | Pays-Bas         | Carla Beurskens     | 2 h 39 min 22 s |
| 6    | Hongrie          | Karolin Szabo       | 2 h 40 min 50 s |
| 7    | Suède            | Marie-Louise Hamrin | 2 h 42 min 14 s |
| 8    | Union soviétique | Zoya Ivanova        | 2 h 42 min 43 s |

### 110 m haies/100 m haies
| Rang | Pays                 | Athlète            | Temps   |
| ---- | -------------------- | ------------------ | ------- |
| 1    | Allemagne de l'Est   | Thomas Munkelt     | 13 s 41 |
| 2    | Union soviétique     | Andreï Prokofiev   | 13 s 46 |
| 3    | Finlande             | Arto Bryggare      | 13 s 60 |
| 4    | Royaume-Uni          | Wilbert Greaves    | 13 s 67 |
| 5    | Union soviétique     | Aleksandr Puchkov  | 13 s 79 |
| 6    | Pologne              | Romuald Giegiel    | 13 s 82 |
| 7    | Allemagne de l'Ouest | Karl-Werner Dönges | 13 s 83 |
| 8    | Allemagne de l'Est   | Holger Pohland     | 13 s 89 |

| Rang | Pays               | Athlète           | Temps   |
| ---- | ------------------ | ----------------- | ------- |
| 1    | Pologne            | Lucyna Langer     | 12 s 45 |
| 2    | Bulgarie           | Yordanka Donkova  | 12 s 54 |
| 3    | Allemagne de l'Est | Kerstin Knabe     | 12 s 54 |
| 4    | Allemagne de l'Est | Bettine Gärtz     | 12 s 55 |
| 5    | Union soviétique   | Maria Merchuk     | 12 s 85 |
| 6    | Union soviétique   | Vera Komisova     | 12 s 92 |
| 7    | Union soviétique   | Tatyana Anisimova | 13 s 06 |
| 8    | Bulgarie           | Ginka Zagorcheva  | 13 s 14 |

### 400 m haies
| Rang | Pays                 | Athlète             | Temps   |
| ---- | -------------------- | ------------------- | ------- |
| 1    | Allemagne de l'Ouest | Harald Schmid       | 47 s 48 |
| 2    | Union soviétique     | Aleksandr Yatsevich | 48 s 60 |
| 3    | Allemagne de l'Est   | Uwe Ackermann       | 48 s 64 |
| 4    | Union soviétique     | Vasyl Arkhypenko    | 48 s 68 |
| 5    | Pologne              | Ryszard Szparak     | 49 s 41 |
| 6    | Union soviétique     | Aleksandr Kharlov   | 49 s 56 |
| 7    | Suède                | Sven Nylander       | 49 s 64 |
| 8    | Bulgarie             | Toma Tomov          | 50 s 10 |

| Rang | Pays               | Athlète             | Temps   |
| ---- | ------------------ | ------------------- | ------- |
| 1    | Suède              | Ann-Louise Skoglund | 54 s 58 |
| 2    | Allemagne de l'Est | Petra Pfaff         | 54 s 90 |
| 3    | France             | Chantal Réga        | 54 s 94 |
| 4    | Union soviétique   | Anna Kastetskaya    | 55 s 09 |
| 5    | Union soviétique   | Yelena Filipishina  | 55 s 09 |
| 6    | Allemagne de l'Est | Birgit Uibel        | 55 s 70 |
| 7    | Union soviétique   | Yekaterina Fesenko  | 55 s 86 |
| 8    | Pologne            | Genowefa Blaszak    | 56 s 89 |

### 3 000 m steeple
| Rang | Pays                 | Athlète             | Temps         |
| ---- | -------------------- | ------------------- | ------------- |
| 1    | Allemagne de l'Ouest | Patriz Ilg          | 8 min 18 s 52 |
| 2    | Pologne              | Boguslaw Maminski   | 8 min 19 s 22 |
| 3    | Espagne              | Domingo Ramón       | 8 min 20 s 48 |
| 4    | Allemagne de l'Est   | Hagen Melzer        | 8 min 21 s 33 |
| 5    | Autriche             | Wolfgang Konrad     | 8 min 21 s 95 |
| 6    | Finlande             | Ilkka Äyräväinen    | 8 min 24 s 19 |
| 7    | Italie               | Mariano Scartezzini | 8 min 24 s 68 |
| 8    | Finlande             | Tommy Ekblom        | 8 min 27 s 15 |

### 20 km marche
| Rang | Pays            | Athlète              | Temps       |
| ---- | --------------- | -------------------- | ----------- |
| 1    | Espagne         | José Marin           | 1 h23 min43 |
| 2    | Tchécoslovaquie | Jozef Pribilinec     | 1 h25 min55 |
| 3    | Tchécoslovaquie | Pavol Blazek         | 1 h26 min13 |
| 4    | France          | Gérard Lelièvre      | 1 h26 min30 |
| 5    | Italie          | Alessandro Pezzatini | 1 h26 min30 |
| 6    | Italie          | Carlo Mattioli       | 1 h26 min56 |

### 50 km marche
| Rang | Pays               | Athlète        | Temps         |
| ---- | ------------------ | -------------- | ------------- |
| 1    | Finlande           | Reima Salonen  | 3 h 55 min 29 |
| 2    | Espagne            | José Marin     | 3 h 59 min 18 |
| 3    | Suède              | Bo Gustafsson  | 4 h 01 min 21 |
| 4    | Allemagne de l'Est | Hartwig Gauder | 4 h 04 min 51 |
| 5    | Pologne            | Boguslaw Duda  | 4 h 07 min 20 |
| 6    | Espagne            | Jorge Llopart  | 4 h 08 min 28 |

### 4 × 100 m relais
| Rang | Pays                 | Athlètes                                                                 | Temps   |
| ---- | -------------------- | ------------------------------------------------------------------------ | ------- |
| 1    | Union soviétique     | Sergey Sokolov Aleksandr Aksinin Andreï Prokofiev Nikolay Sidorov        | 38 s 60 |
| 2    | Allemagne de l'Est   | Detlef Kübeck Olaf Prenzler Thomas Munkelt Frank Emmelmann               | 38 s 71 |
| 3    | Allemagne de l'Ouest | Christian Zirkelbach Christian Haas Peter Klein Erwin Skamrahl           | 38 s 71 |
| 4    | Italie               | Pierfrancesco Pavoni Giovanni Bongiorni Luciano Caravani Carlo Simionato | 38 s 96 |
| 5    | Pologne              | Arkadiusz Janiak Zenon Licznerski Krzysztof Zwolinski Marian Woronin     | 39 s 00 |
| 6    | Hongrie              | István Tatár István Nagy László Babály Attila Kovács                     | 39 s 01 |
| 7    | France               | Antoine Richard Patrick Barré Bernard Petitbois Hermann Lomba            | 39 s 22 |
| 8    | Bulgarie             | Ivailo Karanyotov Nikolay Markov Petar Petrov Ivan Tuparov               | 39 s 39 |

| Rang | Pays               | Athlètes                                                               | Temps   |
| ---- | ------------------ | ---------------------------------------------------------------------- | ------- |
| 1    | Allemagne de l'Est | Gesine Walther Bärbel Wöckel Sabine Rieger Marlies Göhr                | 42 s 19 |
| 2    | Royaume-Uni        | Wendy Hoyte Kathy Smallwood Beverley Callender Shirley Thomas          | 42 s 66 |
| 3    | France             | Laurence Bily Marie-Christine Cazier Rose-Aimée Bacoul Liliane Gaschet | 42 s 69 |
| 4    | Bulgarie           | -                                                                      | 43 s 10 |
| 5    | Union soviétique   | -                                                                      | 43 s 39 |
| 6    | Italie             | -                                                                      | 43 s 99 |
| 7    | Tchécoslovaquie    | -                                                                      | DNF     |

### 4 × 400 m relais
| Rang | Pays                 | Athlètes                                                          | Temps         |
| ---- | -------------------- | ----------------------------------------------------------------- | ------------- |
| 1    | Allemagne de l'Ouest | Erwin Skamrahl Harald Schmid Thomas Giessing Hartmut Weber        | 3 min 00 s 51 |
| 2    | Royaume-Uni          | David Jenkins Garry Cook Todd Bennett Philip Brown                | 3 min 00 s 68 |
| 3    | Union soviétique     | Aleksandr Troshchilo Pavel Roshchin Pavel Konovalov Viktor Markin | 3 min 00 s 80 |
| 4    | Pologne              | Ryszard Wichrowski Ryszard Szparak Andrzej Stepien Ryszard Podlas | 3 min 02 s 77 |
| 5    | Tchécoslovaquie      | Petr Brecka Dusan Malovec Miroslav Zahorak Stanislav Sajdok       | 3 min 02 s 82 |
| 6    | Italie               | Pietro Mennea Roberto Tozzi Roberto Ribaud Mauro Zuliani          | 3 min 03 s 21 |
| 7    | France               | Aldo Canti Paul Bourdin Didier Dubois Pascal Barré                | 3 min 04 s 73 |
| 8    | Suède                | Sven Nylander Erik Josjö Per-Erik Olsson Staffan Blomstrand       | 3 min 06 s 91 |

| Rang | Pays                 | Athlètes                                                                | Temps              |
| ---- | -------------------- | ----------------------------------------------------------------------- | ------------------ |
| 1    | Allemagne de l'Est   | Kirsten Siemon Sabine Busch Dagmar Rübsam Marita Koch                   | 3 min 19 s 05 (WR) |
| 2    | Tchécoslovaquie      | Vera Tylova Milena Matejkovicova Tatana Kocembova Jarmila Kratochvilova | 3 min 22 s 17      |
| 3    | Union soviétique     | Yelena Korban Irina Olkhovnikova Olga Mineyeva Irina Baskakova          | 3 min 22 s 79      |
| 4    | Allemagne de l'Ouest | Ute Thimm Heike Schmidt Christine Brinkmann Gaby Bussmann               | 3 min 25 s 71      |
| 5    | Royaume-Uni          | Kathy Cook Linsey MacDonald Gladys Taylor Joslyn Hoyte-Smith            | 3 min 25 s 82      |
| 6    | Roumanie             | Ibolya Korodi Christieana Matei Elen Tarita Daniela Matei               | 3 min 29 s 26      |
| 7    | Pologne              | Elzbieta Kapusta Grazyna Oliszewska Jolanta Januchta Genowefa Blaszak   | 3 min 29 s 32      |
| 8    | Suède                | -                                                                       | 3 min 35 s 83      |

### Saut en hauteur
| Rang | Pays                 | Athlète            | Hauteur |
| ---- | -------------------- | ------------------ | ------- |
| 1    | Allemagne de l'Ouest | Dietmar Mögenburg  | 2,30 m  |
| 2    | Pologne              | Janusz Trzepizur   | 2,27 m  |
| 3    | Allemagne de l'Ouest | Gerd Nagel         | 2,24 m  |
| 4    | Allemagne de l'Ouest | André Schneider    | 2,24 m  |
| 5    | Union soviétique     | Valeriy Sereda     | 2,21 m  |
| 6    | Union soviétique     | Vladimir Granenkov | 2,21 m  |
| 7    | Suisse               | Roland Dalhäuser   | 2,21 m  |
| 8    | France               | Franck Bonnet      | 2,18 m  |

| Rang | Pays                 | Athlète           | Hauteur |
| ---- | -------------------- | ----------------- | ------- |
| 1    | Allemagne de l'Ouest | Ulrike Meyfarth   | 2,02 m  |
| 2    | Union soviétique     | Tamara Bykova     | 1,97 m  |
| 3    | Italie               | Sara Simeoni      | 1,97 m  |
| 4    | Suisse               | Gaby Meier        | 1,94 m  |
| 5    | Allemagne de l'Est   | Jutta Kirst       | 1,94 m  |
| 6    | Bulgarie             | Lyudmila Andonova | 1,91 m  |
| 7    | Allemagne de l'Est   | Andrea Bienias    | 1,91 m  |
| 8    | Hongrie              | Katalin Sterk     | 1,91 m  |

### Saut en longueur
| Rang | Pays               | Athlète              | Hauteur |
| ---- | ------------------ | -------------------- | ------- |
| 1    | Allemagne de l'Est | Lutz Dombrowski      | 8,41 m  |
| 2    | Espagne            | Antonio Corgos       | 8,19 m  |
| 3    | Tchécoslovaquie    | Jan Leitner          | 8,08 m  |
| 4    | Tchécoslovaquie    | Zdenek Mazur         | 8,08 m  |
| 5    | Yougoslavie        | Nenad Stekic         | 7,93 m  |
| 6    | Italie             | Giovanni Evangelisti | 7,89 m  |
| 7    | Bulgarie           | Atanas Chochev       | 7,89 m  |
| 8    | Bulgarie           | Atanas Atanasov      | 7,82 m  |

| Rang | Pays                 | Athlète          | Distance |
| ---- | -------------------- | ---------------- | -------- |
| 1    | Roumanie             | Vali Ionescu     | 6,79 m   |
| 2    | Roumanie             | Anisoara Cusmir  | 6,73 m   |
| 3    | Union soviétique     | Yelena Ivanova   | 6,73 m   |
| 4    | Allemagne de l'Est   | Heike Daute      | 6,71 m   |
| 5    | Pologne              | Anna Włodarczyk  | 6,69 m   |
| 6    | Allemagne de l'Ouest | Sabine Everts    | 6,67 m   |
| 7    | Allemagne de l'Est   | Christine Schima | 6,64 m   |
| 8    | Allemagne de l'Ouest | Karin Antretter  | 6,55 m   |

### Saut à la perche
| Rang | Pays                 | Athlète              | Hauteur |
| ---- | -------------------- | -------------------- | ------- |
| 1    | Union soviétique     | Aleksandr Krupskiy   | 5,60 m  |
| 2    | Union soviétique     | Vladimir Polyakov    | 5,60 m  |
| 3    | Bulgarie             | Atanas Tarev         | 5,60 m  |
| 4    | Suède                | Miro Zalar           | 5,55 m  |
| 5    | Union soviétique     | Aleksandr Chernyayev | 5,50 m  |
| 6    | France               | Thierry Vigneron     | 5,50 m  |
| 7    | Tchécoslovaquie      | Frantisek Jansa      | 5,50 m  |
| 7    | Allemagne de l'Ouest | Günther Lohre        | 5,50 m  |

### Triple saut
| Rang | Pays             | Athlète               | Hauteur |
| ---- | ---------------- | --------------------- | ------- |
| 1    | Royaume-Uni      | Keith Connor          | 17,29 m |
| 2    | Union soviétique | Vassiliy Grishchenkov | 17,15 m |
| 3    | Hongrie          | Béla Bakosi           | 17,04 m |
| 4    | Union soviétique | Gennadiy Valyukevich  | 16,95 m |
| 5    | Union soviétique | Aleksandr Beskrovny   | 16,82 m |
| 6    | Roumanie         | Bedros Bedrosian      | 16,46 m |
| 7    | Finlande         | Markku Rokala         | 16,32 m |
| 8    | Italie           | Roberto Mazzucato     | 16,13 m |

### Lancer du poids
| Rang | Pays               | Athlète           | Distance |
| ---- | ------------------ | ----------------- | -------- |
| 1    | Allemagne de l'Est | Udo Beyer         | 21,50 m  |
| 2    | Union soviétique   | Jānis Bojārs      | 20,81 m  |
| 3    | Tchécoslovaquie    | Remigius Machura  | 20,59 m  |
| 4    | Yougoslavie        | Vladimir Milić    | 20,52 m  |
| 5    | Allemagne de l'Est | Mathias Schmidt   | 20,51 m  |
| 6    | Allemagne de l'Est | Peter Block       | 20,49 m  |
| 7    | Union soviétique   | Vladimir Kiselyov | 20,40 m  |
| 8    | Union soviétique   | Sergey Gavryushin | 20,15 m  |

| Rang | Pays               | Athlète               | Distance |
| ---- | ------------------ | --------------------- | -------- |
| 1    | Allemagne de l'Est | Ilona Slupianek       | 21,59 m  |
| 2    | Tchécoslovaquie    | Helena Fibingerová    | 20,94 m  |
| 3    | Union soviétique   | Nunu Abashidze        | 20,82 m  |
| 4    | Bulgarie           | Elena Stoyanova       | 20,35 m  |
| 5    | Bulgarie           | Verzhiniya Veselinova | 20,23 m  |
| 6    | Allemagne de l'Est | Helma Knorscheidt     | 20,21 m  |
| 7    | Allemagne de l'Est | Liana Schmuhl         | 20,09 m  |
| 8    | Roumanie           | Mihaela Loghin        | 18,91 m  |

### Lancer du disque
| Rang | Pays               | Athlète               | Distance |
| ---- | ------------------ | --------------------- | -------- |
| 1    | Tchécoslovaquie    | Imrich Bugar          | 66,64 m  |
| 2    | Union soviétique   | Igor Duginets         | 65,60 m  |
| 3    | Allemagne de l'Est | Wolfgang Warnemünde   | 64,20 m  |
| 4    | Allemagne de l'Est | Armin Lemme           | 63,94 m  |
| 5    | Union soviétique   | Georgiy Kolnootchenko | 62,82 m  |
| 6    | Tchécoslovaquie    | Gejza Valent          | 61,98 m  |
| 7    | Roumanie           | Ion Zamfirache        | 61,66 m  |
| 8    | Roumanie           | Iosif Naghi           | 60,56 m  |

| Rang | Pays               | Athlète              | Distance |
| ---- | ------------------ | -------------------- | -------- |
| 1    | Bulgarie           | Tsvetanka Khristova  | 68,34 m  |
| 2    | Bulgarie           | Maria Vergova        | 67,94 m  |
| 3    | Union soviétique   | Galina Savinkova     | 67,82 m  |
| 4    | Allemagne de l'Est | Gisela Beyer         | 66,78 m  |
| 5    | Allemagne de l'Est | Silvia Madetzky      | 66,64 m  |
| 6    | Union soviétique   | Galina Murashova     | 65,30 m  |
| 7    | Roumanie           | Florenta Craciunescu | 64,00 m  |
| 8    | Allemagne de l'Est | Irina Meszynski      | 63,78 m  |

### Lancer du javelot
| Rang | Pays               | Athlète           | Distance |
| ---- | ------------------ | ----------------- | -------- |
| 1    | Allemagne de l'Est | Uwe Hohn          | 91,34 m  |
| 2    | Union soviétique   | Heino Puuste      | 89,56 m  |
| 3    | Allemagne de l'Est | Detlef Michel     | 89,32 m  |
| 4    | Union soviétique   | Dainis Kūla       | 87,84 m  |
| 5    | Finlande           | Arto Härkönen     | 86,76 m  |
| 6    | Union soviétique   | Aleksandr Makarov | 86,08 m  |
| 7    | Finlande           | Antero Toivonen   | 84,34 m  |
| 8    | Italie             | Agostino Ghesini  | 81,10 m  |

| Rang | Pays                 | Athlète          | Distance |
| ---- | -------------------- | ---------------- | -------- |
| 1    | Grèce                | Ánna Veroúli     | 70,02 m  |
| 2    | Allemagne de l'Est   | Antje Kempe      | 67,94 m  |
| 3    | Grèce                | Sofia Sakorafa   | 67,04 m  |
| 4    | Finlande             | Tiina Lillak     | 66,26 m  |
| 5    | Allemagne de l'Est   | Ute Richter      | 65,88 m  |
| 6    | Allemagne de l'Ouest | Eva Helmschmidt  | 65,82 m  |
| 7    | Allemagne de l'Est   | Petra Felke      | 65,56 m  |
| 8    | Royaume-Uni          | Fatima Whitbread | 65,10 m  |

### Lancer du marteau
| Rang | Pays                 | Athlète            | Distance |
| ---- | -------------------- | ------------------ | -------- |
| 1    | Union soviétique     | Youri Sedykh       | 81,66 m  |
| 2    | Union soviétique     | Igor Nikulin       | 79,44 m  |
| 3    | Union soviétique     | Sergey Litvinov    | 78,66 m  |
| 4    | Pologne              | Ireneusz Golda     | 76,58 m  |
| 5    | Finlande             | Harri Huhtala      | 76,12 m  |
| 6    | Allemagne de l'Est   | Detlef Gerstenberg | 75,32 m  |
| 7    | Allemagne de l'Est   | Roland Steuk       | 74,76 m  |
| 8    | Allemagne de l'Ouest | Klaus Ploghaus     | 74,52 m  |

### Décathlon/Heptathlon
| Rang | Pays                 | Athlète             | Points    |
| ---- | -------------------- | ------------------- | --------- |
| 1    | Royaume-Uni          | Daley Thompson      | 8 743 pts |
| 2    | Allemagne de l'Ouest | Jürgen Hingsen      | 8 517 pts |
| 3    | Allemagne de l'Est   | Siegfried Stark     | 8 433 pts |
| 4    | Allemagne de l'Est   | Steffen Grummt      | 8 217 pts |
| 5    | Autriche             | Georg Werthner      | 8 171 pts |
| 6    | Union soviétique     | Grigoriy Degtyaryov | 8 160 pts |
| 7    | Union soviétique     | Valeriy Katyanov    | 8 116 pts |
| 8    | Suisse               | Christian Gugler    | 8 035 pts |

| Rang | Pays                 | Athlète             | Points    |
| ---- | -------------------- | ------------------- | --------- |
| 1    | Allemagne de l'Est   | Ramona Neubert      | 6 622 pts |
| 2    | Allemagne de l'Est   | Sabine Möbius       | 6 594 pts |
| 3    | Allemagne de l'Ouest | Sabine Everts       | 6 418 pts |
| 4    | Allemagne de l'Est   | Anke Vater          | 6 390 pts |
| 5    | Union soviétique     | Natalia Choubenkova | 6 361 pts |
| 6    | Bulgarie             | Valentina Dimitrova | 6 324 pts |
| 7    | Royaume-Uni          | Judy Livermore      | 6 287 pts |
| 8    | Union soviétique     | Ludmila Kolyadina   | 6 101 pts |

## À noter
- L'heptathlon remplace le pentathlon chez les femmes.